# Кубок ірландської ліги з футболу 1999—2000
Кубок ірландської ліги 1999—2000 — 27-й розіграш Кубка ірландської ліги. Переможцем вп'яте став Деррі Сіті.

## Календар
| Раунд        | Дата                          | Матчі | Клуби   |
| ------------ | ----------------------------- | ----- | ------- |
| Перший раунд | 26-29 серпня 1999             | 12    | 24 → 12 |
| Другий раунд | 7-8 вересня 1999              | 4     | 12 → 8  |
| 1/4 фіналу   | 5 жовтня 1999                 | 4     | 8 → 4   |
| 1/2 фіналу   | 25 жовтня - 10 листопада 1999 | 2     | 4 → 2   |
| Фінал        | 1/8 грудня 1999               | 2     | 2 → 1   |

## Перший раунд
| Команда 1              | Рахунок      | Команда 2           |
| ---------------------- | ------------ | ------------------- |
| 26-29 серпня 1999      |              |                     |
| Брей Вондерерз (2)     | 3:1          | Кілкенні Сіті (2)   |
| Корк Сіті              | 0:0 пен. 4:5 | Рокмаунт (3)        |
| Дроеда Юнайтед         | 2:2 пен. 5:3 | Богеміан            |
| Дандолк (2)            | 0:1 дч       | Лонгфорд Таун (2)   |
| Фінн Гарпс             | 1:0          | Монаган Юнайтед (2) |
| Голвей Юнайтед         | 0:1          | Атлон Таун (2)      |
| Хоум Фарм (Фінгал) (2) | 1:2          | Шелбурн             |
| Лімерик (2)            | 1:4          | Коб Рамблерс (2)    |
| Сент-Френсіс (2)       | 0:5          | УКД                 |
| Слайго Роверз          | 0:2          | Деррі Сіті          |
| Сент-Патрікс Атлетік   | 1:2          | Шемрок Роверс       |
| Вотерфорд Юнайтед      | 4:0          | Ньюбрідж Таун (3)   |

## Другий раунд
Клуби Фінн Гарпс, Атлон Таун, Деррі Сіті та Шемрок Роверс пройшли до наступного раунду після жеребкування.
| Команда 1          | Рахунок | Команда 2         |
| ------------------ | ------- | ----------------- |
| 7-8 вересня 1999   |         |                   |
| Брей Вондерерз (2) | 1:0     | УКД               |
| Коб Рамблерс (2)   | 0:1 дч  | Рокмаунт (3)      |
| Дроеда Юнайтед     | 2:1     | Шелбурн           |
| Лонгфорд Таун (2)  | 0:1     | Вотерфорд Юнайтед |

## 1/4 фіналу
| Команда 1          | Рахунок      | Команда 2      |
| ------------------ | ------------ | -------------- |
| 7-8 вересня 1999   |              |                |
| Брей Вондерерз (2) | 2:1 дч       | Шемрок Роверс  |
| Дроеда Юнайтед     | 0:2 дч       | Атлон Таун (2) |
| Вотерфорд Юнайтед  | 1:2          | Рокмаунт (3)   |
| Фінн Гарпс         | 1:1 пен. 3:4 | Деррі Сіті     |

## 1/2 фіналу
| Команда 1         | Рахунок | Команда 2          |
| ----------------- | ------- | ------------------ |
| 25 жовтня 1999    |         |                    |
| Атлон Таун (2)    | 2:0     | Рокмаунт (3)       |
| 10 листопада 1999 |         |                    |
| Деррі Сіті        | 2:1     | Брей Вондерерз (2) |

## Фінал
| Команда 1       | Заг. | Команда 2  | 1-й матч | 2-й матч |
| --------------- | ---- | ---------- | -------- | -------- |
| 1/8 грудня 1999 |      |            |          |          |
| Атлон Таун (2)  | 2:5  | Деррі Сіті | 1:3      | 1:2      |